# Andrew Hill
Andrew Hill (født 30. juni 1931, død 20. april 2007) var en amerikansk jazzpianist og -komponist.

## Liv og karriere
Andrew Hill blev født i Chicago og begyndte som 13-årig at spille klaver på opfordring af Earl Hines. Han kom i forbindelse med Paul Hindemith, som han studerede hos i en periode samtidig med, at han spillede i forskellige bands, der spillede rhythm and blues og jazz. Han spillede i den periode blandt andet med Charlie Parker, Dinah Washington og Miles Davis.
Den første pladeoptagelse kom i 1954, og det blev snart til en lang række yderligere indspilninger, hvor han blandt andet spillede med Ben Webster, Joe Henderson og Elvin Jones. Flere gange var det hans egne kompositioner, der blev indspillet, og i 1965 blev Hill i New York City musikalsk leder af Black Art Repertory Theatre, som var skabt af digteren Leroi Jones.
Fra 1970'erne koncentrerede han sig i højere grad om komposition og undervisning. Han blev tilknyttet Smithsonian Institute, og han vekslede i tiden herefter mellem perioder uden mange offentlige optrædener og perioder med en del koncertvirksomhed.
Andrew Hills musikalske stil karakteriseres som post-bop, men med indslag af avantgarde med påvirkning af den klassisk skolede Hindemith. Han var aldrig bange for at bevæge sig ind på ukendt grund. Blandt hans mest fremtrædende udgivelser kan nævnes Dusk, der i 2001 af blandt andet Down Beat blev udnævnt til årets album. I 2003 fik han tildelt den danske Jazzpar Prisen.